# Midreshet Ben-Gurion
Midreshet Ben-Gurion är en ort i Israel.   Den ligger i distriktet Södra distriktet, i den södra delen av landet. Midreshet Ben-Gurion ligger 468 meter över havet och antalet invånare är 1 100.
Terrängen runt Midreshet Ben-Gurion är platt åt nordväst, men åt sydost är den kuperad. Runt Midreshet Ben-Gurion är det ganska glesbefolkat, med 42 invånare per kvadratkilometer. Det finns inga andra samhällen i närheten. Trakten runt Midreshet Ben-Gurion är ofruktbar med lite eller ingen växtlighet.